# 김선평
김선평(金宣平, 10세기 초기. ~ 10세기 말기.)은 신라의 진골(眞骨)이며 고려의 최고위 귀족 태사(太師)이다. 신 안동 김씨(新 安東 金氏)의 시조(始祖)이다.

## 생애
10세기 초기, 경순왕(敬順王)의 재종질이자, 효공왕(孝恭王)의 왕자(王子)로 흥덕궁에서 태어났다. 930년(고려 태조 13년), 고창군(古昌郡)에서 왕건(王建)이 후백제왕(後百濟王) 견훤(甄萱)과 전투를 벌였을 때 권행(權幸), 장정필(張貞弼)과 함께 왕건(王建)을 도와 후백제군의 식량 보급대로 공격해 보급로를 끊고, 고창 병산으로 진격해 3, 4일 간의 접전 끝에 후백제군 8천여 명을 사살하는 등 대승을 거두고 결국 후백제를 항복시키며 최고위 귀족인 태사(太師)에 이르렀다. 왕건(王建)이 아부(亞父)라는 칭호를 주었는데 황제가 존경한 인물이었다고 기록되어 있다. 10세기 말기, 별세하였다. 위패는 경상북도 안동시 북문동에 위치한 태사묘(太師廟)에 모셔져 있고, 묘지는 경상북도 안동시 서후면 태장리 안동김씨 태장재사(安東金氏 台庄齋舍)에 소재하고 있다.

## 관련 유적
- 安東金氏 台庄齋舍

## 대중 매체
- 《태조 왕건》 (KBS, 2000년~2002년, 배우: 이한승)

## 참고 문헌
- 『高麗史』
- 『新增東國輿地勝覽』